# سله رویال
سله رویال (انگلیسی: Selle Royal) شرکت دوچرخه‌سازی ایتالیایی است، که در سال ۱۹۵۶ تأسیس شد.
Selle Royal Spa یک شرکت از Vicenza ایتالیا است که در سال 1956 توسط Riccardo Bigolin تاسیس شد و زین های دوچرخه تولید می کند. در سال 1965، تاسیس رسمی Selle Royal Sp.A. در ویچنزا برای تولید و توزیع زین دوچرخه ساخته شد. سیستم تولید فوم پلی اورتان به منظور به حداکثر رساندن تولید در سراسر زنجیره انتخاب شد. سپس سل رویال اولین اختراع فناوری خلاء را برای تولید طراحی ارگونومیک شکل منتشر کرد.
در دهه 90، Selle Royal Sp.A. یک ماده انقلابی "نرم جامد" به نام Royalgel™ را توسعه و ثبت اختراع کرد. رویال ژل تنها ژل زینی است که پیر نمی‌شود، سفت نمی‌شود و تغییر نمی‌کند و راحتی و دوام بی‌نظیری را ارائه می‌کند.
امروزه Selle Royal Spa بزرگترین تولید کننده زین دوچرخه در جهان است.